# 波森特羅特 (密蘇里州)
波森特羅特（英語：Possum Trot）是位於美國密蘇里州斯通縣的非建制地區。

## 地理
波森特羅特所處的海拔為高於海平面367米（即1204英呎），而該地所採用的時區為UTC-6，即北美中部時區（CST）。同時該地設有夏令時間，為UTC-6調快一小時，即UTC-5（CDT）。